# Migrationsdomstol
En migrationsdomstol i Sverige är en särskild domstol som verkar som underrätt i migrationsrättsliga mål och ärenden. Det finns fyra migrationsdomstolar i Sverige, dessa är förlagda till förvaltningsrätterna i Göteborg, Luleå, Malmö och Stockholm.

## Historik
I samband med utlänningslagens (2005:716) ikraftträdande fick Sverige den 31 mars 2006 en ny instans- och processordning i utlännings- och medborgarskapsärenden. I och med det inrättades såväl migrationsdomstolarna som Migrationsöverdomstolen som under- och överinstans i migrationsrättsliga ärenden och mål. Migrationsdomstolen i Luleå inrättades dock först den 1 oktober 2013. Innan den nya instans- och processordningen infördes överklagades Migrationsverkets beslut till Utlänningsnämnden, som var enda överklagandeinstans.

## Instansordning
Sverige har fyra migrationsdomstolar: Göteborg, Luleå, Malmö och Stockholm. Migrationsdomstolarna är en del av förvaltningsrätten i respektive stad. Migrationsdomstolarna har följande respektive domkrets: 
- Migrationsdomstolen i Göteborg: Västra Götalands län, Hallands län, Värmlands län och Örebro län,[6] samt över Sveriges utlandsmyndigheter i fråga om viseringsbeslut.[7]
- Migrationsdomstolen i Luleå: Jämtlands län, Västernorrlands län, Västerbottens län och Norrbottens län.[6]
- Migrationsdomstolen i Malmö: Skåne län, Blekinge län, Jönköpings län, Kronobergs län, Kalmar län och Östergötlands län.[6]
- Migrationsdomstolen i Stockholm: Stockholms län, Uppsala län, Södermanlands län, Gotlands län, Västmanlands län, Dalarnas län och Gävleborgs län.[6]

Migrationsverkets, och i förekommande fall även Polismyndighetens, beslut i ett utlännings- eller medborgarskapsärende överklagas med några undantag till någon av de fyra migrationsdomstolarna. Exempel på sådana undantag är Migrationsverkets beslut i ärenden enligt lagen (1994:137) om mottagande av asylsökande m.fl. (LMA), vilka överklagas till förvaltningsrätten. Ett överklagande lämnas först in till myndigheten som först omprövar beslutet. En faktisk omprövning sker ytterst sällan, och om beslutet inte omprövas överlämnar myndigheten överklagandet till den behöriga Migrationsdomstolen.
Migrationsdomstolarnas avgöranden överklagas till Migrationsöverdomstolen, som är en del av Kammarrätten i Stockholm. Migrationsöverdomstolen är högsta instans, dess avgöranden kan därför inte överklagas. Migrationsöverdomstolen tar normalt bara upp fall som är av principiell juridisk betydelse. I samband med den nya och till en början provisoriska lagstiftning som infördes efter flyktingkrisen 2015 har ett antal jurister efterlyst flera prejudicerande domar från Migrationsöverdomstolen som vägledning för migrationsdomstolarna när lagarna var svårtolkade.

## Verksamhet

### Sammansättning
Migrationsdomstolarna är förvaltningsdomstolar, och följer därför i princip samma sammansättning som sådana. Domstolarna fattar normalt beslut med en lagfaren domare och tre nämndemän. Det saknas krav på att domstolens ledamöter ska vara särskilt insatta i migrationsrättsliga frågor. Den som är nämndeman i en migrationsdomstol ska även vara nämndeman i den förvaltningsrätt som migrationsdomstolen är en del av. Den lagfarne domaren har utslagsröst. Vissa ärenden av så kallad "enkel beskaffenhet" kan dock avgöras av en ensam lagfaren domare.

### Förfarandet vid migrationsdomstolen
Parterna i processen hos migrationsdomstolarna är i regel personen som ärendet eller målet berör samt Migrationsverket, i vissa fall kan även Polismyndigheten vara part. I migrationsdomstolen blir Migrationsverket motpart till personen som sökt asyl. Personen som målet berör företräds i regel av ett offentligt biträde. Förfarandet i migrationsdomstolen är i huvudsak skriftligt, men muntlig förhandling kan hållas om utlänningen i målet begär det och det inte finns särskilda skäl som talar emot att hålla en muntlig förhandling. Hur en muntlig förhandling i ett migrationsmål går till kan du se i detta bildspel. 